# District de Janybek
Le district de Janybek (en kazakh : Жәнібек ауданы) est un district de l'oblys du Kazakhstan-Occidental au Kazakhstan.

## Géographie
Le centre administratif du district est Janybek.

## Démographie
En  2013, le district a une population estimée à 16 639 habitants.